# Nancy Walker
Nancy Walker, echte naam Anna Myrtle Swoyer (Philadelphia (Pennsylvania), 10 mei 1922 - Studio City (California), 25 maart 1992) was een Amerikaanse actrice. Er werd soms gedacht dat ze joods was omdat ze in haar bekendste rol een joodse moeder vertolkte.
Nancy was 2 keer getrouwd, van 1948 tot 1949 met acteur Gar Moore en vanaf 1951 met David Craig (die wel jood was). Ze hadden 1 dochter Miranda. Zowel Craig als Miranda zijn inmiddels overleden.
Nancy's moeder overleed toen ze nog een kind was, haar vader werkte in het theater. In 1941 maakte Walker haar debuut op Broadway in het stuk Best Foot Forward. Twee jaar later werd het stuk verfilmd met Lucille Ball en Nancy kreeg ook een rol. 
Ze was maar 1,50 meter en niet bijzonder knap dus de rollen lagen niet zomaar voor het rapen. Maar toch bleef ze acteren en in 1955 werd ze voor een Tony Award genomineerd. Nancy kreeg vele rollen toebedeeld, niet altijd even groot echter.
Haar bekendste rol was die van de komische Ida Morgenstern, de moeder van Rhoda Morgenstern, een personage uit de Mary Tyler Moore Show die zo populair was dat ze een eigen serie kreeg. Nancy, die een gastpersonage was bij Mary Tyler, kreeg nu een grotere rol in de spin-off Rhoda. In 1976 kreeg ze zelfs even haar eigen show, de Nancy Walker Show. In de detectiveserie McMillan and Wife, een detectiveserie met Rock Hudson, had ze de bijrol van Mildred, de huisvrouw. De vertolkingen van Ida en Mildred leverden haar 7 Emmy Award nominaties op. Walker begon ook te regisseren.
In 1980 regisseerde ze de film Can't stop the music die over de Village People ging.
Haar laatste Emmy-nominatie kreeg ze in 1987 voor de sitcom The Golden Girls waarin ze in 2 afleveringen van het 2de seizoen te zien was als de lang verloren zuster van Sophia (Estelle Getty). 
Nancy stierf op 69-jarige leeftijd aan longkanker. Ze rookte vroeger maar daar was ze mee gestopt. 